# Karl Toko Ekambi
Karl Louis-Brillant Toko Ekambi (Parigi, 14 settembre 1992) è un calciatore camerunese, attaccante attualmente svincolato.

## Caratteristiche tecniche
Centravanti oppure ala in un 4-3-3, dotato di potenza fisica e rapidità.

## Carriera

### Club

#### Paris FC
Cresciuto nel settore giovanile del Paris FC, nel 2010 esordisce in prima squadra e raccoglie 2 presenze nel Championnat National. La stagione successiva gioca con maggior continuità, disputando 25 partite e realizzando 3 reti.
Nella stagione 2012-2013 va incontro a diversi infortuni che ne limitano l'utilizzo, ciononostante sigla 4 reti in 14 apparizioni. Il 2013-2014 rappresente l'anno della definitiva consacrazione, con 27 presenze condite da 14 gol.

#### Sochaux ed Angers
Il 2 luglio 2014 è acquistato dal Sochaux. Un mese più tardi compie il debutto in Ligue 2 nella sconfitta (1-0) rimediata contro l'Orléans. La settimana successiva, giocando per la prima volta titolare, trova il primo gol nel successo (2-0) sull'Ajaccio. Chiude la prima stagione a Montbéliard con 14 reti, quarto miglior marcatore del campionato. Nella stagione 2015-2016 sigla 11 gol.
Il 21 giugno 2016 passa per 3 milioni di euro all'Angers, firmando un quadriennale. Esordisce in Ligue 1 il 13 agosto nella sconfitta (0-1) rimediata a Montpellier. Il 10 settembre sigla il primo gol nel massimo campionato nel successo (3-1) sul Digione, ripetendosi la settimana seguente a Bordeaux (1-0). Il 25 febbraio 2017 realizza la prima doppietta nel 3-0 sul Bastia. L’Angers chiude la stagione al dodicesimo posto, raggiungendo la finale di Coppa di Francia persa contro il Paris Saint-Germain.

#### Villarreal, Olympique Lione e prestito al Rennes
Il 21 giugno 2018 è acquistato per 7,5 milioni di euro dagli spagnoli del Villarreal. Nella prima stagione colleziona 18 reti in 43 partite complessive venendo inserito anche nella TOP XI del campionato spagnolo, mentre nei sei mesi della seconda gioca 19 partite e realizzando 6 reti.
Il 20 gennaio 2020 passa in prestito con diritto di riscatto all'Olympique Lione. Nella partita d'esordio, giocata il 26 gennaio contro il Tolosa, entra in campo al posto dell'infortunato Terrier e realizza il primo gol con la maglia dell'OL. Il 2 giugno 2020 viene ufficializzato il suo passaggio a titolo definitivo al Lione per una cifra vicina ai 25 milioni di euro, con i francesi firma un contratto quinquennale.
In Francia nella prima stagione realizza 14 reti in 39 partite, con la squadra che chiude il campionato al quarto posto in classifica. La stagione successiva si ripete ad alti livelli segnando 12 gol tra campionato e coppa, tuttavia con i lyonnais fallisce l'accesso alle competizioni europee.
Nella stagione 2022-2023, non riesce a ripetersi agli stelli livelli e, dopo aver totalizzato 4 reti in 19 presenze nella prima parte di campionato, il 26 gennaio 2023 viene ceduto a titolo temporaneo al Rennes.

#### Abha
A fine prestito fa ritorno all'Olympique Lione, che il 24 agosto 2023 lo cede a titolo definitivo all'Abha.

### Nazionale
Ha esordito con la maglia della nazionale camerunese nel 2015, venendo convocato per la Coppa d'Africa 2017. Nella qualificazione ai mondiali in Qatar nel 2022 segna la rete della vittoria all'ultimo minuto all'Algeria che finirà per 2-2 in favore del Camerun per la regola dei goal fuori casa

## Statistiche

### Presenze e reti nei club
Statistiche aggiornate al 10 maggio 2025.
| Stagione               | Squadra                | Campionato             | Campionato | Campionato | Coppe nazionali | Coppe nazionali | Coppe nazionali | Coppe continentali | Coppe continentali | Coppe continentali | Altre coppe | Altre coppe | Altre coppe | Totale | Totale |
| Stagione               | Squadra                | Comp                   | Pres       | Reti       | Comp            | Pres            | Reti            | Comp               | Pres               | Reti               | Comp        | Pres        | Reti        | Pres   | Reti   |
| ---------------------- | ---------------------- | ---------------------- | ---------- | ---------- | --------------- | --------------- | --------------- | ------------------ | ------------------ | ------------------ | ----------- | ----------- | ----------- | ------ | ------ |
| 2010-2011              | Paris FC               | N                      | 2          | 0          | CF              | 0               | 0               | -                  | -                  | -                  | -           | -           | -           | 2      | 0      |
| 2011-2012              | Paris FC               | N                      | 25         | 3          | CF              | 3               | 0               | -                  | -                  | -                  | -           | -           | -           | 28     | 3      |
| 2012-2013              | Paris FC               | N                      | 14         | 4          | CF              | 0               | 0               | -                  | -                  | -                  | -           | -           | -           | 14     | 4      |
| 2013-2014              | Paris FC               | N                      | 27         | 14         | CF              | 0               | 0               | -                  | -                  | -                  | -           | -           | -           | 27     | 14     |
| Totale Paris FC        | Totale Paris FC        | Totale Paris FC        | 68         | 21         |                 | 3               | 0               |                    | -                  | -                  |             | -           | -           | 71     | 21     |
| 2014-2015              | Sochaux                | L2                     | 38         | 14         | CF+CdL          | 0+1             | 0               | -                  | -                  | -                  | -           | -           | -           | 39     | 14     |
| 2015-2016              | Sochaux                | L2                     | 34         | 11         | CF+CdL          | 4+2             | 0               | -                  | -                  | -                  | -           | -           | -           | 40     | 11     |
| Totale Sochaux         | Totale Sochaux         | Totale Sochaux         | 72         | 25         |                 | 7               | 0               |                    | -                  | -                  |             | -           | -           | 79     | 25     |
| 2016-2017              | Angers                 | L1                     | 31         | 7          | CF+CdL          | 2+0             | 1+0             | -                  | -                  | -                  | -           | -           | -           | 33     | 8      |
| 2017-2018              | Angers                 | L1                     | 32         | 17         | CF+CdL          | 1+1             | 0               | -                  | -                  | -                  | -           | -           | -           | 34     | 17     |
| Totale Angers          | Totale Angers          | Totale Angers          | 63         | 24         |                 | 4               | 1               |                    | -                  | -                  |             | -           | -           | 67     | 25     |
| 2018-2019              | Villarreal             | PD                     | 34         | 10         | CR              | 2               | 5               | UEL                | 7                  | 3                  | -           | -           | -           | 43     | 18     |
| 2019-gen. 2020         | Villarreal             | PD                     | 18         | 6          | CR              | 1               | 0               | -                  | -                  | -                  | -           | -           | -           | 19     | 6      |
| Totale Villarreal      | Totale Villarreal      | Totale Villarreal      | 52         | 16         |                 | 3               | 5               |                    | 7                  | 3                  |             | -           | -           | 62     | 24     |
| gen.-ago. 2020         | Olympique Lione        | L1                     | 8          | 2          | CF+CdL          | 3+1             | 0               | UCL                | 4                  | 0                  | -           | -           | -           | 16     | 2      |
| 2020-2021              | Olympique Lione        | L1                     | 35         | 14         | CF              | 4               | 0               | -                  | -                  | -                  | -           | -           | -           | 39     | 14     |
| 2021-2022              | Olympique Lione        | L1                     | 30         | 12         | CF              | 0               | 0               | UEL                | 10                 | 6                  | -           | -           | -           | 40     | 18     |
| 2022-gen. 2023         | Olympique Lione        | L1                     | 19         | 4          | CF              | 0               | 0               | -                  | -                  | -                  | -           | -           | -           | 19     | 4      |
| Totale Olympique Lione | Totale Olympique Lione | Totale Olympique Lione | 92         | 32         |                 | 8               | 0               |                    | 14                 | 6                  |             | -           | -           | 114    | 38     |
| gen.-giu. 2023         | Rennes                 | L1                     | 17         | 3          | CF              | 0               | 0               | UEL                | 2                  | 2                  | -           | -           | -           | 19     | 5      |
| 2023-gen. 2024         | Abha                   | SPL                    | 14         | 5          | KCC             | 3               | 2               | -                  | -                  | -                  | -           | -           | -           | 17     | 7      |
| gen.-giu. 2024         | Al-Ettifaq             | SPL                    | 15         | 6          | KCC             | -               | -               | -                  | -                  | -                  | -           | -           | -           | 15     | 6      |
| 2024-2025              | Al-Ettifaq             | SPL                    | 24         | 1          | KCC             | 2               | 2               | -                  | -                  | -                  | -           | -           | -           | 26     | 3      |
| Totale Al Ettifaq      | Totale Al Ettifaq      | Totale Al Ettifaq      | 39         | 7          |                 | 2               | 2               |                    | -                  | -                  |             | -           | -           | 41     | 9      |
| Totale carriera        | Totale carriera        | Totale carriera        | 417        | 132        |                 | 30              | 10              |                    | 23                 | 11                 |             | -           | -           | 470    | 153    |

### Cronologia presenze e reti in nazionale
| Cronologia completa delle presenze e delle reti in nazionale ― Camerun | Cronologia completa delle presenze e delle reti in nazionale ― Camerun | Cronologia completa delle presenze e delle reti in nazionale ― Camerun | Cronologia completa delle presenze e delle reti in nazionale ― Camerun | Cronologia completa delle presenze e delle reti in nazionale ― Camerun | Cronologia completa delle presenze e delle reti in nazionale ― Camerun | Cronologia completa delle presenze e delle reti in nazionale ― Camerun | Cronologia completa delle presenze e delle reti in nazionale ― Camerun |
| Data                                                                   | Città                                                                  | In casa                                                                | Risultato                                                              | Ospiti                                                                 | Competizione                                                           | Reti                                                                   | Note                                                                   |
| ---------------------------------------------------------------------- | ---------------------------------------------------------------------- | ---------------------------------------------------------------------- | ---------------------------------------------------------------------- | ---------------------------------------------------------------------- | ---------------------------------------------------------------------- | ---------------------------------------------------------------------- | ---------------------------------------------------------------------- |
| 6-6-2015                                                               | Colombes                                                               | Burkina Faso                                                           | 2 – 3                                                                  | Camerun                                                                | Amichevole                                                             | -                                                                      | 66’                                                                    |
| 9-6-2015                                                               | Mons                                                                   | RD del Congo                                                           | 1 – 1                                                                  | Camerun                                                                | Amichevole                                                             | -                                                                      | 46’                                                                    |
| 14-6-2015                                                              | Yaoundé                                                                | Camerun                                                                | 1 – 0                                                                  | Mauritania                                                             | Qual. Coppa d'Africa 2017                                              | -                                                                      | 46’                                                                    |
| 30-5-2016                                                              | Nantes                                                                 | Francia                                                                | 3 – 2                                                                  | Camerun                                                                | Amichevole                                                             | -                                                                      | 76’                                                                    |
| 3-6-2016                                                               | Nouakchott                                                             | Mauritania                                                             | 0 – 1                                                                  | Camerun                                                                | Qual. Coppa d'Africa 2017                                              | -                                                                      |                                                                        |
| 3-9-2016                                                               | Yaoundé                                                                | Camerun                                                                | 2 – 0                                                                  | Gambia                                                                 | Qual. Coppa d'Africa 2017                                              | 1                                                                      |                                                                        |
| 9-10-2016                                                              | Blida                                                                  | Algeria                                                                | 1 – 1                                                                  | Camerun                                                                | Qual. Mondiali 2018                                                    | -                                                                      |                                                                        |
| 10-1-2017                                                              | Yaoundé                                                                | Camerun                                                                | 1 – 1                                                                  | Zimbabwe                                                               | Amichevole                                                             | -                                                                      | 63’                                                                    |
| 14-1-2017                                                              | Libreville                                                             | Burkina Faso                                                           | 1 – 1                                                                  | Camerun                                                                | Coppa d'Africa 2017 - 1º turno                                         | -                                                                      | 84’                                                                    |
| 18-1-2017                                                              | Libreville                                                             | Camerun                                                                | 2 – 1                                                                  | Guinea-Bissau                                                          | Coppa d'Africa 2017 - 1º turno                                         | -                                                                      | 46’                                                                    |
| 22-1-2017                                                              | Libreville                                                             | Camerun                                                                | 0 – 0                                                                  | Gabon                                                                  | Coppa d'Africa 2017 - 1º turno                                         | -                                                                      | 83’                                                                    |
| 28-1-2017                                                              | Libreville                                                             | Senegal                                                                | 0 – 0 dts (4 – 5 dtr)                                                  | Camerun                                                                | Coppa d'Africa 2017 - Quarti di finale                                 | -                                                                      | 46’                                                                    |
| 24-3-2017                                                              | Radès                                                                  | Tunisia                                                                | 0 – 1                                                                  | Camerun                                                                | Amichevole                                                             | -                                                                      | 46’                                                                    |
| 28-3-2017                                                              | Bruxelles                                                              | Guinea                                                                 | 2 – 1                                                                  | Camerun                                                                | Amichevole                                                             | 1                                                                      | 43’ 65’                                                                |
| 13-6-2017                                                              | Getafe                                                                 | Camerun                                                                | 0 – 4                                                                  | Colombia                                                               | Amichevole                                                             | -                                                                      |                                                                        |
| 22-6-2017                                                              | San Pietroburgo                                                        | Camerun                                                                | 1 – 1                                                                  | Australia                                                              | Conf. Cup 2017 - 1º turno                                              | -                                                                      | 77’                                                                    |
| 25-6-2017                                                              | Soči                                                                   | Germania                                                               | 3 – 1                                                                  | Camerun                                                                | Conf. Cup 2017 - 1º turno                                              | -                                                                      | 82’                                                                    |
| 8-9-2018                                                               | Mitsamiouli                                                            | Comore                                                                 | 1 – 1                                                                  | Camerun                                                                | Qual. Coppa d'Africa 2019                                              | -                                                                      |                                                                        |
| 12-10-2018                                                             | Yaoundé                                                                | Camerun                                                                | 1 – 0                                                                  | Malawi                                                                 | Qual. Coppa d'Africa 2019                                              | -                                                                      | 90’                                                                    |
| 16-10-2018                                                             | Blantyre                                                               | Malawi                                                                 | 0 – 0                                                                  | Camerun                                                                | Qual. Coppa d'Africa 2019                                              | -                                                                      | 67’                                                                    |
| 16-11-2018                                                             | Casablanca                                                             | Marocco                                                                | 2 – 0                                                                  | Camerun                                                                | Qual. Coppa d'Africa 2019                                              | -                                                                      | cap. 62’, 79’                                                          |
| 20-11-2018                                                             | Milton Keynes                                                          | Brasile                                                                | 1 – 0                                                                  | Camerun                                                                | Amichevole                                                             | -                                                                      | cap. 89’                                                               |
| 14-6-2019                                                              | Al Wakrah                                                              | Camerun                                                                | 1 – 1                                                                  | Mali                                                                   | Amichevole                                                             | 1                                                                      | 61’                                                                    |
| 25-6-2019                                                              | Ismailia                                                               | Camerun                                                                | 2 – 0                                                                  | Guinea-Bissau                                                          | Coppa d'Africa 2019 - 1º turno                                         | -                                                                      | 68’                                                                    |
| 29-6-2019                                                              | Ismailia                                                               | Camerun                                                                | 0 – 0                                                                  | Ghana                                                                  | Coppa d'Africa 2019 - 1º turno                                         | -                                                                      | 74’                                                                    |
| 2-7-2019                                                               | Ismailia                                                               | Benin                                                                  | 0 – 0                                                                  | Camerun                                                                | Coppa d'Africa 2019 - 1º turno                                         | -                                                                      | 83’                                                                    |
| 6-7-2019                                                               | Alessandria d'Egitto                                                   | Nigeria                                                                | 3 – 2                                                                  | Camerun                                                                | Coppa d'Africa 2019 - Ottavi di finale                                 | -                                                                      | 70’                                                                    |
| 12-10-2019                                                             | Radès                                                                  | Tunisia                                                                | 0 – 0                                                                  | Camerun                                                                | Amichevole                                                             | -                                                                      | 77’                                                                    |
| 13-11-2019                                                             | Yaoundé                                                                | Camerun                                                                | 0 – 0                                                                  | Capo Verde                                                             | Qual. Coppa d'Africa 2021                                              | -                                                                      |                                                                        |
| 17-11-2019                                                             | Kigali                                                                 | Ruanda                                                                 | 0 – 1                                                                  | Camerun                                                                | Qual. Coppa d'Africa 2021                                              | -                                                                      | 63’                                                                    |
| 9-10-2020                                                              | Utrecht                                                                | Giappone                                                               | 0 – 0                                                                  | Camerun                                                                | Amichevole                                                             | -                                                                      |                                                                        |
| 26-3-2021                                                              | Praia                                                                  | Capo Verde                                                             | 3 – 1                                                                  | Camerun                                                                | Qual. Coppa d'Africa 2021                                              | -                                                                      | 73’                                                                    |
| 30-3-2021                                                              | Douala                                                                 | Camerun                                                                | 0 – 0                                                                  | Ruanda                                                                 | Qual. Coppa d'Africa 2021                                              | -                                                                      | 81’                                                                    |
| 8-6-2021                                                               | Wiener Neustadt                                                        | Camerun                                                                | 0 – 0                                                                  | Nigeria                                                                | Amichevole                                                             | -                                                                      | 46’                                                                    |
| 3-9-2021                                                               | Limbe                                                                  | Camerun                                                                | 2 – 0                                                                  | Malawi                                                                 | Qual. Mondiali 2022                                                    | -                                                                      | 64’                                                                    |
| 6-9-2021                                                               | Abidjan                                                                | Costa d'Avorio                                                         | 2 – 1                                                                  | Camerun                                                                | Qual. Mondiali 2022                                                    | -                                                                      | 46’                                                                    |
| 8-10-2021                                                              | Douala                                                                 | Camerun                                                                | 3 – 1                                                                  | Mozambico                                                              | Qual. Mondiali 2022                                                    | 1                                                                      | 65’                                                                    |
| 11-10-2021                                                             | Maputo                                                                 | Mozambico                                                              | 0 – 1                                                                  | Camerun                                                                | Qual. Mondiali 2022                                                    | -                                                                      | 46’                                                                    |
| 13-11-2021                                                             | Blantyre                                                               | Malawi                                                                 | 0 – 4                                                                  | Camerun                                                                | Qual. Mondiali 2022                                                    | -                                                                      | 68’                                                                    |
| 16-11-2021                                                             | Yaoundé                                                                | Camerun                                                                | 1 – 0                                                                  | Costa d'Avorio                                                         | Qual. Mondiali 2022                                                    | 1                                                                      | 72’                                                                    |
| 9-1-2022                                                               | Yaoundé                                                                | Camerun                                                                | 2 – 1                                                                  | Burkina Faso                                                           | Coppa d'Africa 2021 - 1º turno                                         | -                                                                      | 69’                                                                    |
| 13-1-2022                                                              | Yaoundé                                                                | Camerun                                                                | 4 – 1                                                                  | Etiopia                                                                | Coppa d'Africa 2021 - 1º turno                                         | 2                                                                      | 70’                                                                    |
| 17-1-2022                                                              | Yaoundé                                                                | Capo Verde                                                             | 1 – 1                                                                  | Camerun                                                                | Coppa d'Africa 2021 - 1º turno                                         | -                                                                      | 70’                                                                    |
| 24-1-2022                                                              | Yaoundé                                                                | Camerun                                                                | 2 – 1                                                                  | Comore                                                                 | Coppa d'Africa 2021 - Ottavi di finale                                 | 1                                                                      | 77’                                                                    |
| 29-1-2022                                                              | Douala                                                                 | Gambia                                                                 | 0 – 2                                                                  | Camerun                                                                | Coppa d'Africa 2021 - Quarti di finale                                 | 2                                                                      | 81’                                                                    |
| 3-2-2022                                                               | Yaoundé                                                                | Camerun                                                                | 0 – 0 dts (1 – 3 dtr)                                                  | Egitto                                                                 | Coppa d'Africa 2021 - Semifinale                                       | -                                                                      | 98’                                                                    |
| 5-2-2022                                                               | Yaoundé                                                                | Burkina Faso                                                           | 3 – 3 dts (3 – 5 dtr)                                                  | Camerun                                                                | Coppa d'Africa 2021 - Finale 3º posto                                  | -                                                                      | 54’ 68’                                                                |
| 25-3-2022                                                              | Douala                                                                 | Camerun                                                                | 0 – 1                                                                  | Algeria                                                                | Qual. Mondiali 2022                                                    | -                                                                      |                                                                        |
| 29-3-2022                                                              | Blida                                                                  | Algeria                                                                | 1 – 2 dts                                                              | Camerun                                                                | Qual. Mondiali 2022                                                    | 1                                                                      |                                                                        |
| 9-6-2022                                                               | Dar es Salaam                                                          | Burundi                                                                | 0 – 1                                                                  | Camerun                                                                | Qual. Coppa d'Africa 2023                                              | 1                                                                      | 62’                                                                    |
| 18-11-2022                                                             | Abu Dhabi                                                              | Camerun                                                                | 1 – 1                                                                  | Panama                                                                 | Amichevole                                                             | -                                                                      | 46’                                                                    |
| 24-11-2022                                                             | Al Wakrah                                                              | Svizzera                                                               | 1 – 0                                                                  | Camerun                                                                | Mondiali 2022 - 1º turno                                               | -                                                                      | 74’                                                                    |
| 28-11-2022                                                             | Al Wakrah                                                              | Camerun                                                                | 3 – 3                                                                  | Serbia                                                                 | Mondiali 2022 - 1º turno                                               | -                                                                      | 68’                                                                    |
| 2-12-2022                                                              | Lusail                                                                 | Camerun                                                                | 1 – 0                                                                  | Brasile                                                                | Mondiali 2022 - 1º turno                                               | -                                                                      | 64’                                                                    |
| 10-6-2023                                                              | San Diego                                                              | Messico                                                                | 2 – 2                                                                  | Camerun                                                                | Amichevole                                                             | 1                                                                      |                                                                        |
| 12-9-2023                                                              | Garoua                                                                 | Camerun                                                                | 3 – 0                                                                  | Burundi                                                                | Qual. Coppa d'Africa 2023                                              | -                                                                      | 90+3’                                                                  |
| 16-10-2023                                                             | Lens                                                                   | Senegal                                                                | 1 – 0                                                                  | Camerun                                                                | Amichevole                                                             | -                                                                      |                                                                        |
| 17-11-2023                                                             | Douala                                                                 | Camerun                                                                | 3 – 0                                                                  | Mauritius                                                              | Qual. Mondiali 2026                                                    | -                                                                      | 70’                                                                    |
| 15-1-2024                                                              | Yamoussoukro                                                           | Camerun                                                                | 1 – 1                                                                  | Guinea                                                                 | Coppa d'Africa 2023 - 1º turno                                         | -                                                                      |                                                                        |
| 23-1-2024                                                              | Bouaké                                                                 | Gambia                                                                 | 2 – 3                                                                  | Camerun                                                                | Coppa d'Africa 2023 - 1º turno                                         | 1                                                                      |                                                                        |
| 27-1-2024                                                              | Abidjan                                                                | Nigeria                                                                | 2 – 0                                                                  | Camerun                                                                | Coppa d'Africa 2023 - Ottavi di finale                                 | -                                                                      | 90+6’                                                                  |
| Totale                                                                 |                                                                        | Presenze                                                               | 61                                                                     |                                                                        | Reti (10º posto)                                                       | 14                                                                     |                                                                        |

## Palmarès

### Nazionale
- Coppa d'Africa: 1

Gabon 2017

### Individuale
- Capocannoniere della Coppa del Re: 1

2018-2019 (5 reti, ex aequo con Ángel)